# Hojo Ujinori
Hojo Ujinori (北条氏規; 1545 - 1600) was een samoerai tijdens de Japanse Sengoku-periode. Hij was de vierde zoon van Hojo Ujiyasu. 
Reeds vroeg in zijn leven kwam hij in contact met Tokugawa Ieyasu, omdat hij samen met Tokugawa een gijzelaar was van de Imagawa. Later zou hij zich overgeven rond de periode dat de thuisbasis van de Hojo-clan, kasteel Odawara, werd aangevallen door Toyotomi Hideyoshi. Hij ging hierna naar Odawara in een poging vrede te bespreken.